# Dodanga cristata
Dodanga cristata là một loài bướm đêm trong họ Crambidae. Chúng thường được tìm thấy ở Ấn Độ và Sri Lanka.